# Almåsa fritidsby
Almåsa fritidsby är ett fritidshusområde med tillhörande kolonilotter beläget i östra delen av Malmö kommun (delområde Husie) vid gränsen till Svedala. Översiktsplanen godkändes 1967 och samma år inleddes anläggning av vägar och lekplatser samt dragning av vattenledningar och verksamheten kom igång året därpå. Almåsa har 636 stugor/tomter och är därigenom Sveriges största fritidsby med en sammanlagd areal på 39,7 ha, varav 22,2 ha är stug-/kolonitomter. Området avgränsas i söder av Sege å och i väster av Ebbarpsvägen. Mitt i området ligger Almåsagården med en tillhörande före detta ladugård vid två dammar (märgelgravar) och i direkt anslutning till gården har en dansbana med föreningslokal anlagts. Almåsa delas in i fem områden benämnda A till E. Områdena A till C ligger längs ån (österifrån räknat), medan C till E ligger längs Ebbarpsvägen (norrut räknat från ån mot Fårabäck):
Område A, anlagt 1968: 64 stugor
Område B, anlagt 1968: 222 stugor
Område C, påbörjat 1969: 218 stugor
Område D, anlagt 1972: 56 stugor
Område E, påbörjat 1976: 76 stugor
1971 anslöts fritidsbyn till elnätet och 2003 övertog föreningen administrationen från Malmö kommun.
Till fritidsbyn hör också en mindre lövskogsdunge vid område A. Mellan områdena A och B finns en gravhög (ytterligare en gravhög, Havshög, ligger strax utanför fritidsbyn vid Sege å norr om område A).
2011 startades en druvodling i sydsluttningen mot Sege å söder om område B (Almåsa vingård). 